# Re-cycle (ban nhạc)
Re-cycle là một ban nhạc alternative rock người Việt Nam được thành lập vào năm 2007. Nhóm từng có mặt trên các chương trình ca nhạc Bài hát Việt và Bài hát yêu thích của Đài Truyền hình Việt Nam. Năm 2013, ban nhạc phát hành album đầu tay và hoạt động nghệ thuật rải rác từ đó cho đến nay.

## Lịch sử hoạt động

### Thành lập
Re-cycle được thành lập vào năm 2007 với sự có mặt của tới 7 thành viên. Sau nhiều thay đổi nhân sự, đội hình nhóm chỉ còn lại 4 thành viên là Việt Dũng (hát chính, thủ lĩnh), Xuân Kiên (tay bass) và Thanh Liêm (lead guitar). Cái tên Re–cycle ra đời lấy cảm hứng từ bộ phim cùng tên công chiếu vào năm 2006, mang hàm ý là Luân hồi. Tháng 7 năm 2011, Re-cyle thể hiện bài hát chủ đề của Dành cho tháng sáu – bộ phim đầu tiên về bóng rổ tại Việt Nam. Ngoài ra nhóm còn sáng tác bài hát "Vượt qua" nhằm động viên các "sĩ tử" ngay trước kỳ thi đại học. Ngày 13 tháng 11 năm 2011, ban nhạc lần đầu có mặt trên liveshow của chương trình Bài hát Việt được phát sóng trên kênh VTV6 để thể hiện ca khúc "Điều nhỏ nhoi" do chính nhóm sáng tác. Tại liveshow tháng 9 của chương trình Bài hát yêu thích, ca khúc "Tháng 6" của Re–cycle đã được hội đồng đề cử của chương trình lựa chọn giới thiệu cùng 11 ca khúc khác của các ca sĩ nổi tiếng lúc bấy giờ như Uyên Linh, Văn Mai Hương, Đinh Mạnh Ninh hay Tạ Quang Thắng.

### 2013–nay: Album đầu tayBình Minhvà hoạt động rải rác
Ngày 13 tháng 7 năm 2013, Re-cycle chính thức phát hành album đầu tay Bình minh và có một buổi họp báo giới thiệu album được tổ chức tại Polygon Musik, Hà Nội. Trong buổi chia sẻ về album với trang VnRock, Bình minh là sản phẩm đánh dấu chặng đường 5 hoạt động của nhóm, và Re-cycle đã gặp không ít khó khăn trong quá trình phát hành album. Sau khi trở về Hà Nội từ 4 buổi diễn quảng bá đĩa CD Bình minh tại Huế và Đà Nẵng, ngày 26 tháng 9 năm 2013, Re-cycle đã tới biểu diễn một đêm nhạc rock được tổ chức tại Hanoi Rock City,
Tháng 11 năm 2017, Re-Cycle, Ngũ Cung và HUB đã nhận lời tham dự nhạc hội rock CKX do Trường Đại học Xây dựng tổ chức.
Tháng 11 năm 2020, Re-cycle đến trình diễn tại liveshow mang "Rock Hà Nội: Ngày trở lại" cùng Dopamine Band của Hoàng Lân và ca sĩ Phương Thanh, được tổ chức tại Trung tâm Văn hóa thông tin và Thể thao Hai Bà Trưng, Hà Nội. Cùng năm đó, Re-cyle tham gia dự án âm nhạc Bandland do nhạc sĩ Dương Cầm tổ chức. Ngày 9 tháng 9 năm 2020, MV của ca khúc "Chạm vào khói" do Re-cycle thể hiện đã được đăng tải trên kênh Youtube của Vietnam Artist Network.
Tháng 1 năm 2021, ban nhạc nhận lời góp mặt tại XFire 21 - một nhạc hội rock do Trường Đại học Kiến trúc Hà Nội tổ chức tại nhà thi đấu của trường. Ngày 10 tháng 2 năm 2021, MV bài hát "Tận Cùng" của ban nhạc tiếp tục được Vietnam Artist Network đăng tải trên kênh Youtube của đơn vị này. Ngày 12 tháng 2 năm 2021, MV của bài hát "Dòng máu anh hùng" - nhạc hiệu cho tựa game Thủy Chiến Đại Việt Quốc đã được đăng tải trên Youtube chính thức của tựa game này, với phần thể hiện của Re-cycle.

## Phong cách nghệ thuật
Phong cách nghệ thuật của Re-cycle thường được mô tả là alternative rock và modern rock. Theo lời ca sĩ Dũng Joon, nhóm còn từng thử sức cả thể loại screamo/emocore ở một số bài hát.

## Danh sách đĩa nhạc
- Bình minh (2013)

## Thành viên
- Dũng Joon (Nguyễn Việt Dũng) – sáng tác, hát chính.[17][18]